# خوان رودریگو روخاس
خوان رودریگو روخاس آولار (زاده ۹ آوریل ۱۹۸۸ در فرناندو د لا مورا) بازیکن فوتبال پاراگوئه‌ای است که در پست هافبک برای الیمپیا بازی می‌کند.
روخاس رتبه ۴ را در فهرست بازیکنان گرانقیمت فوتبال پاراگوئه برای سال ۲۰۱۵ داشت.